# Bacanius saegeri
Bacanius saegeri är en skalbaggsart som beskrevs av Thérond 1959. Bacanius saegeri ingår i släktet Bacanius och familjen stumpbaggar. Inga underarter finns listade i Catalogue of Life.